# Arroyo Canal Torto
El arroyo Canal Torto o Alegre es un curso de agua ubicado en la provincia de Misiones, Argentina que desagua en el río Uruguay.
El mismo nace en la sierra de Misiones, cerca de la ciudad de Aristóbulo del Valle, su cuenca abarca parte de los departamentos de Cainguás y Veinticinco de Mayo, y que con rumbo sur se dirige hasta desembocar en el río Uruguay cerca de la localidad de Barra Machado. Su principal afluente es el arroyo Tamanduá.
- Datos: Q5705543